# François Gilson
Pour les articles homonymes, voir Gilson.
François Gilson, dit Gilson, né le 16 novembre 1965 à Bad Arolsen (alors en Allemagne de l'Ouest), est un scénariste humoristique de bande dessinée belge et un écrivain jeunesse.

## Biographie

### Jeunesse et débuts
François Gilson naît le 16 novembre 1965 à Bad Arolsen en Allemagne où son père militaire de carrière, membre des Forces belges en Allemagne est caserné. Plus tard demeurant à Liège, il a pour condisciple Clarke qu'il il fréquente déjà et avec qui il crée un fanzine appelé Cafard. La direction de l'établissement catholique n'apprécie guère et expulse les deux camarades au premier prétexte venu.
Toujours avec Clarke, il rejoint plus tard l'Académie royale des beaux-arts de Liège mais s'aperçoit vite qu'au contraire de ce dernier, il n'est pas suffisamment doué en dessin pour en faire autre chose qu'un hobby. Cependant, son imagination pour inventer des scénarios lui permet de rester dans le domaine de la bande dessinée. Avec Didier Casten au dessin, il publie José le Balayeur dans le périodique Jet des éditions Le Lombard,.
Il envoie alors un de ses projets à Raoul Cauvin, une des têtes de Spirou, qui, intéressé, fait suivre le dossier vers le rédacteur en chef du journal de l'époque, Patrick Pinchart, qui encourage Gilson à continuer dans cette voie. Le dessinateur Marc Hardy lui apporte également son soutien et lui apprend les ficelles du métier.
Mais malgré cela, il a du mal à convaincre. Il essuie de nombreux refus, travaille « bénévolement » pour le fanzine Impayable pour enfin publier en 1987 son premier album avec Clarke, Rebecca - Bon anniversaire, Papy aux éditions liégeoises Khâny. Il part ensuite en Allemagne effectuer son service militaire (étant né là-bas) et effectue chaque jour l'aller-retour Belgique-Allemagne dans un camion postal.

### DansSpirou
À force de refus et de persévérance, il parvient à trouver une petite place dans le monde de la bande dessinée et fait son entrée dans le magazine Spirou avec un gag de Pierre Tombal en 1987. Il invente Africa Jim (1991) avec Clarke, une série « bouche-trou » racontant les histoires d'un anti-aventurier, dans la rubrique La Balise à cartoons du journal ainsi que Carmela avec Serge Carrère (1989), Comique strips avec Duquesnoy (1990), Non-sense avec Glem (1992), La Tribu des Épithètes avec Guilhem (1992), Hervé T.T. avec E411 (1997), Supermamie avec Mazel (1998) autres séries à la vie éphémère.
Mais c'est Garage Isidore qui devient sa première vraie série en 1990 et dont il confie le dessin, un an après la création du projet, à Olis qui dessine les huit premiers tomes, Stédo dessinant les trois suivants et Alain Sikorski lui succède et anime graphiquement la série, jusqu'en 2012, qui comporte 14 tomes publiés aux éditions Dupuis.
En 1992, il crée Mélusine — la jeune et jolie élève-sorcière — avec Clarke qui rencontre un succès confortable. Il scénarise la série en courts récits publiés dans le journal Spirou pendant vingt ans, collectés en albums aux éditions Dupuis jusqu'au vingtième album en 2012, puis Clarke prendra la destinée de Mélusine seul en main. En 1994, il écrit le scénario du vingt-cinquième album du Scrameustache pour Gos et Walt. En 1998, il scénarise quelques gags coquins pour la série Ça vous intéresse ? de Dany publiés directement en album aux éditions P&T en 1998. En 1999, pour les enfants hospitalisés de Charleroi, il scénarise Une aventure de Loupiotte dessinée par Mauricet et publiée aux éditions Dupuis.
Il s'associe à Philippe Bercovici pour créer la série humoristique Cactus Club, contant les déboires d'un animateur d'un club de vacances, prépubliée dans Spirou de 1994 à 2004, les albums, au nombre de 9, collationnent les 345 gags publiés chez le même éditeur.
Il crée encore la série Les Vétos avec le dessinateur Peral publiée dans la collection « Humour Job » aux éditions Bamboo (3 tomes, 2009-2011).
Comme auteur, il écrit pour les tout petits la série Sourimousse, illustrée par Peral dans la collection éponyme puis rééditée dans la collection « un mot, une image » aux éditions Hemma de 2000 à 2003.
Parallèlement, il réalise quelques scénarios des apparitions de Spip (l'écureuil de Spirou et Fantasio) sur de très courts métrages, qui furent diffusés sur TF1 dans le cadre de l'émission pour enfant matinale À tout Spip. On lui doit aussi une participation aux albums collectifs : Parodies - ... par leurs vrais auteurs ! (MC Productions, 1987), C'est fou le foot sans les règles (Pictoris studio, 1998) et 1001 visions du sexe en 2014. L'auteur publie encore huit webtoons sur son blog officiel et ne publie plus depuis lors. 
Selon Patrick Gaumer, François Gilson « [...] s'impose comme l'un des dignes héritiers de Raoul Cauvin. » .

François Gilson en dédicace dans la région liégeoise en 1996
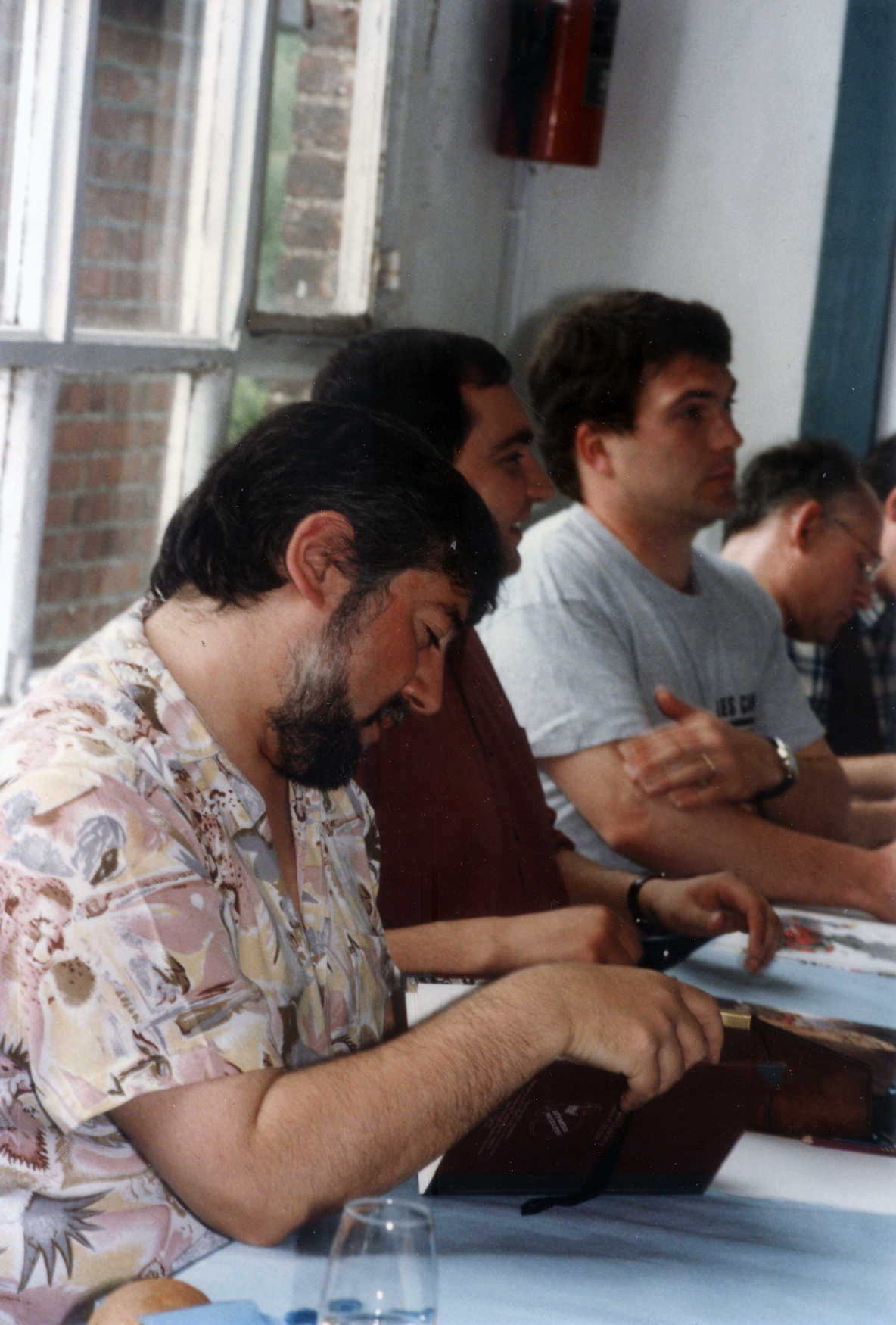
Bruno Di Sano (à gauche), André Osi (au centre), François Gilson.
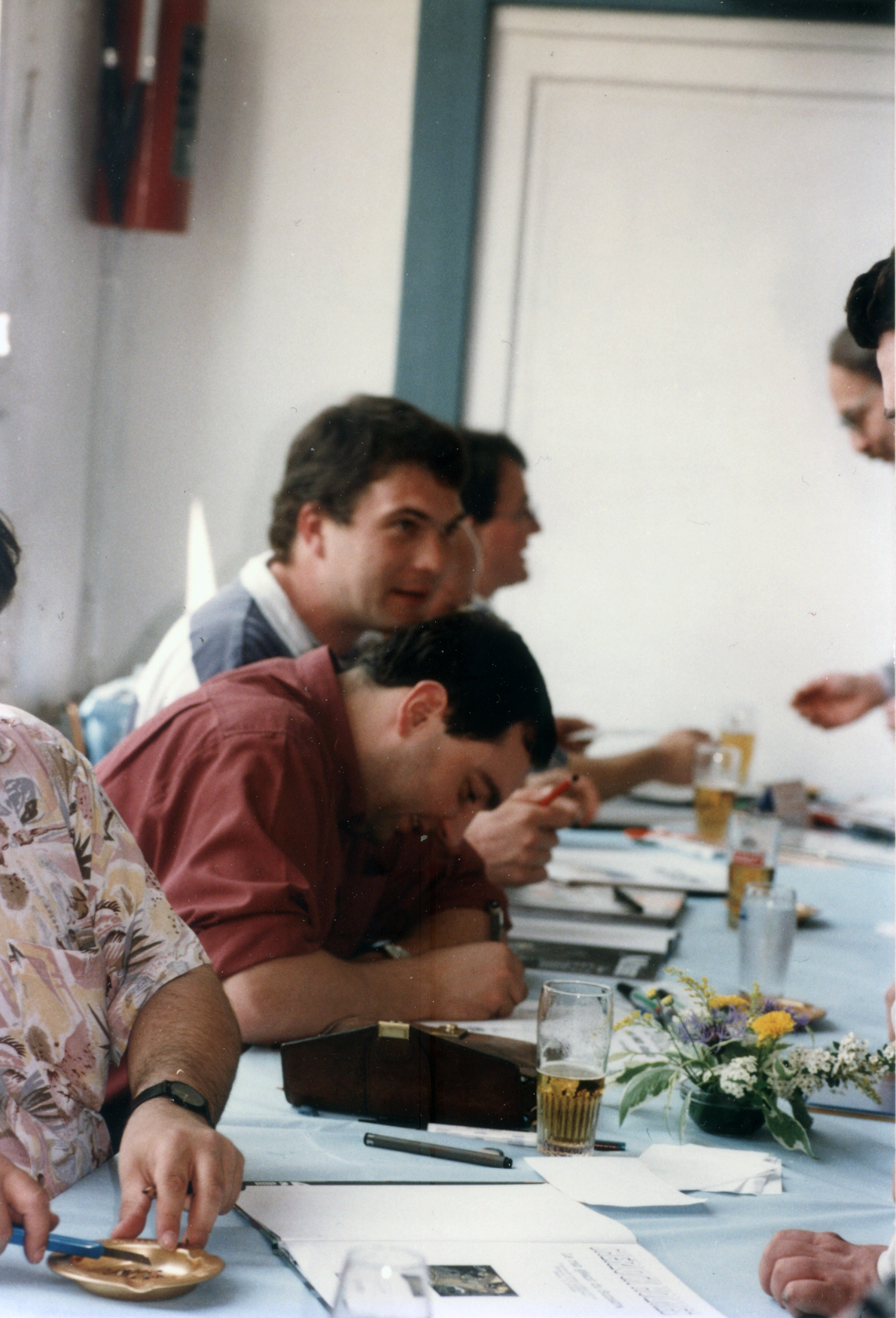
André Osi (abaissé), François Gilson.

## Publications

### Albums de bande dessinée
- Rebecca, Bon anniversaire Papy !!, avec Clarke (dessin), 1987

- Mélusine, avec Clarke (dessins) et Cerise (couleurs), Dupuis

1. Sortilèges[10] (février 1995)
2. Le Bal des vampires (avril 1996)
3. Inferno (juin 1996)
4. Histoires à lire au coin du feu (mai 1997)
5. Philtres d’amour (mai 1998)
6. Farfadets et korrigans (mai 1999)
7. Hocus Pocus (mars 2000)
8. Halloween (octobre 2000)
9. Hypnosis (octobre 2001)
10. Contes de la pleine lune[11] (octobre 2002)

- 11. Mélusine à l'école des maléfices[12], Dupuis, Marcinelle, octobre 2003
Scénario : François Gilson - Dessin : Clarke - Couleurs : Cerise -  (ISBN 2-8001-3356-2)
- 12. La Belle et la Bête, Dupuis, Marcinelle, octobre 2004
Scénario : François Gilson - Dessin : Clarke - Couleurs : Cerise -  (ISBN 2-8001-3511-5)
- 13. Superstitions[13], Dupuis, Marcinelle, octobre 2005
Scénario : François Gilson - Dessin : Clarke - Couleurs : Cerise -  (ISBN 2-8001-3651-0)
- 14. La Cuisine du Diable[14], Dupuis, Marcinelle, 14 juin 2006
Scénario : François Gilson - Dessin : Clarke - Couleurs : Cerise -  (ISBN 2-8001-3804-1)
- 15. L’Apprentie sorcière[15], Dupuis, Marcinelle, 2 mai 2007
Scénario : François Gilson - Dessin : Clarke - Couleurs : Cerise -  (ISBN 978-2-8001-3882-4)
- 16. Ballet enchanté[16], Dupuis, Marcinelle, 7 mai 2008
Scénario : François Gilson - Dessin : Clarke - Couleurs : Cerise -  (ISBN 978-2-8001-4034-6)
- 17. Sang pour sang[17], Dupuis, Marcinelle, 7 mai 2009
Scénario : François Gilson - Dessin : Clarke - Couleurs : Cerise -  (ISBN 978-2-8001-4399-6)
- 18. Malédiction ![18], Dupuis, Marcinelle, 7 mai 2010
Scénario : François Gilson - Dessin : Clarke - Couleurs : Cerise -  (ISBN 978-2-8001-4399-6)

1. L’Élixir de jouvence (1er avril 2011)

- 20. Envoûtement[19], Dupuis, Marcinelle, 4 mai 2012
Scénario : François Gilson - Dessin : Clarke - Couleurs : Cerise -  (ISBN 978-2-8001-5403-9)

- Garage Isidore, avec Olis (dessin tomes 1 à 8), Stédo (dessin tomes 9 à 11), Alain Sikorski (dessin tome 12 à 14) et Cerise (couleurs)
- 1. Salade de bielles[20], Dupuis, Marcinelle, mars 1995
Scénario : François Gilson - Dessin : Olis - Couleurs : Cerise -  (ISBN 2-8001-2181-5)
- 2. J'ai un bruit[21], Dupuis, Marcinelle, 1995
Scénario : Gilson - Dessin : Olis - Couleurs : Cerise -  (ISBN 2-8001-2223-4)
- 3. Silence, on tracte, Dupuis, Marcinelle, 1996
Scénario : Gilson - Dessin : Olis - Couleurs : Cerise -  (ISBN 2-8001-2320-6)
- 4. Cauchemar mécanique[22], Dupuis, Marcinelle, juin 1997
Scénario : François Gilson - Dessin : Olis - Couleurs : Cerise -  (ISBN 2800124539)
- 5. Le Mambo du mécano, Dupuis, Marcinelle, mai 1998
Scénario : François Gilson - Dessin : Olis - Couleurs : Cerise -  (ISBN 2800125926)
- 6. Gentleman dépanneur, Dupuis, Marcinelle, octobre 1999
Scénario : François Gilson - Dessin : Olis - Couleurs : Cerise -  (ISBN 2800127767)
- 7. Les Complices de la clé plate, Dupuis, Marcinelle, septembre 2000
Scénario : François Gilson - Dessin : Olis - Couleurs : studio Cerise -  (ISBN 2-8001-2946-8)
- 8. Révision de printemps, Dupuis, Marcinelle, mars 2002
Scénario : François Gilson - Dessin : Olis - Couleurs : Cerise -  (ISBN 2-8001-3106-3)
- 9. Panne d'allumage, Dupuis, Marcinelle, juin 2003
Scénario : François Gilson - Dessin : Stédo - Couleurs : Cerise -  (ISBN 2800134372)
- 10. Un petit réglage, Dupuis, Marcinelle, novembre 2004
Scénario : François Gilson - Dessin : Stédo - Couleurs : Cerise -  (ISBN 2800134658)
- 11. Moteur[23] !, Dupuis, Marcinelle, mars 2007
Scénario : François Gilson - Dessin : Stédo - Couleurs : Cerise -  (ISBN 9782800136547)
- 12. Place au pro, Dupuis, Marcinelle, juin 2008
Scénario : François Gilson - Dessin : Alain Sikorski - Couleurs : Cerise -  (ISBN 978-2-8001-4024-7)
- 13. Plein pot, Dupuis, Marcinelle, novembre 2009
Scénario : François Gilson - Dessin : Alain Sikorski - Couleurs : Cerise -  (ISBN 978-2-8001-4414-6)
- 14. Rallye en folie[24], Dupuis, Marcinelle, 7 janvier 2011
Scénario : François Gilson - Dessin : Alain Sikorski - Couleurs : Cerise -  (ISBN 978-2-8001-4717-8)

#### Collectifs
- 1. Parodies - ... par leurs vrais auteurs !, M.C. Productions, Toulon, octobre 1987
Scénario : collectif dont François Gilson - Dessin : collectif - Couleurs : quadrichromie -  (ISBN 2-907143-02-6),Participation : Pierre Tombal (2 planches)
- C'est fou le foot sans les règles, Pictoris studio, mai 1998
Scénario : collectif dont Gilson - Dessin : collectif - Couleurs : quadrichromie -  (ISBN 2-84153-100-7)
- 1001 visions du sexe, Graph Zeppelin, 28 novembre 2014
Scénario : Patrice Bauduinet - Dessin : collectif dont François Gilson - Couleurs : noir et blanc -  (ISBN 979-10-94169-01-8)

### Livres pour enfants
1. Sourimousse est malade, Peral (ill.), Hemma, coll. « Sourimousse », 2000  (ISBN 9782800676708)
2. Sourimousse va à la pêche, Peral (ill.), Hemma, coll. « Sourimousse », 2000  (ISBN 9782800676715)
3. Sourimousse bricole, Peral (ill.), Hemma, coll. « Sourimousse », 2000  (ISBN 9782800676722)
4. Sourimousse cuisine, Peral (ill.), Hemma, coll. « Sourimousse », 2000  (ISBN 9782800676739)
5. Sourimousse dessine, Peral (ill.), Hemma, coll. « Sourimousse », 2002  (ISBN 9782800682068)
6. Sourimousse en vacances, Peral (ill.), Hemma, coll. « Sourimousse », 2002  (ISBN 9782800682075)
7. 4 histoires de Sourimousse, Peral (ill.), Hemma, coll. « Un mot, une image », 2003  (ISBN 9782800683959)

- Sourimousse cuisine, Peral (ill.), Hemma, coll. « Un mot, une image », 2002  (ISBN 9782800682020)
- Sourimousse va à la pêche, Peral (ill.), Hemma 2004,  (ISBN 9782800686578)
- Contes pour enfants sages - Les Aventures de Sourimousse, Peral (ill.), Hemma 2010,  (ISBN 9782508009587)
- Sourimousse bricole, Peral (ill.), Hemma, coll. « Un mot, une image », 2011  (ISBN 9782508011115)

#### Livres
: document utilisé comme source pour la rédaction de cet article.
- Jean Pirotte (dir.) et Luc Courtois, Du régional à l'universel. : L'imaginaire wallon dans la bande dessinée., Louvain-la-Neuve, Fondation wallonne Pierre-Marie et Jean-François Humblet, 1999, 310 p. (ISBN 978-2-9600072-3-7 et 2960007239, OCLC 1075833932), p. 227 lire sur Google Livres
- Jacques Fiérain, « Gilson, François », dans La BD dans les provinces de Liège, Namur et Luxembourg, Charleroi, Éd. l'Âge d'or, 2004, 112 p., ill. ; 31 cm (ISBN 9782960019698, OCLC 470388297, présentation en ligne), p. 46.
- Henri Filippini, « Gilson François », dans Dictionnaire de la bande dessinée, Paris, Bordas, 2005, 912 p., ill. ; 27 cm (ISBN 9782047299708 et 2047299705, OCLC 1009545288, présentation en ligne), p. 773. .
- Patrick Gaumer, « Gilson, François », dans Dictionnaire mondial de la BD, Paris, Larousse, 2010, 953 p., ill. ; 27 cm (ISBN 978-2-0358-4331-9 et 2-0358-4331-6, OCLC 920924930, présentation en ligne), p. 367. .
- Philippe Mellot, Michel Denni, Laurent Turpin et Isabelle Morzadec, Trésors de la bande dessinée : BDM 2023-2024 - Catalogue encyclopédique et Argus, Paris, Les Arènes, novembre 2022, 23e éd., 1677 p., ill. ; 23 cm (ISBN 9791037507280, OCLC 1351462460, présentation en ligne), p. 224, 528, 816, 1063, 1431. .

#### Périodiques
- « François Gilson », Jet, Le Lombard, no 8,‎ novembre 1990, p. 16 (ISSN 1146-2728).
- Hugues Dayez, « Les Aventures d'un journal : L'apparition de Mélusine », Spirou, Dupuis, no 3733,‎ 28 octobre 2009, p. 25
- Hugues Dayez, « Les Aventures d'un journal : Garage Isidore pour la nouvelle année », Spirou, Dupuis, no 3898,‎ 26 décembre 2012, p. 31.